# エル・サムライ
エル・サムライ（1966年4月19日 - ）は、日本の男性覆面レスラー。岩手県花巻市出身。血液型B型。本名：松田 納（まつだ おさむ）。

## 来歴

### デビューから1990年代
専修大学北上高等学校でレスリング部に所属。インターハイ・国体に出場するなど活躍。
1985年4月、新日本プロレスに入門。同期に飯塚孝之（後に飯塚高史）がいる。
1986年7月24日、船木優治戦でデビュー。
1991年3月、メキシコへ初遠征。UWAエリアを中心に活動し、マスクマンエル・サムライ（文字通りスペイン語で「侍」）となる。
1992年3月に凱旋帰国し、帰国当初はレイジング・スタッフと試合を行うことが多く、サムライもほぼ毎回のようにマスク剥ぎに遭う。同年4月、第三回TO OF THE SUPER Jr.に初出場。決勝まで駒を進めるも、獣神サンダー・ライガーに敗れて準優勝という結果に終わる。なお、この時もマスクを剥がされている。リターン・マッチとなった6月、ライガーを下し第19代IWGPジュニアヘビー級王座を奪取する。8月にペガサス・キッド（クリス・ベノイ、後のワイルド・ペガサス）、10月にディーン・マレンコ、ライガーら強豪の挑戦を退け、3度の防衛を果たすも11月ウルティモ・ドラゴンに敗れ王座から陥落した。
1993年5月、ウルティモにリベンジを果たす形で第23代UWA世界ミドル級王座を獲得するが、わずか4日後のリターン・マッチに敗れて王座陥落。
1994年4月、SUPER J-CUP第一回大会にノミネート。一回戦で茂木正淑を下すも、ザ・グレート・サスケに敗れ二回戦で敗退した。
1995年12月、サブゥーを下し第25代UWA世界ジュニアライトヘビー級王座を獲得。同月にはスーパーJカップ2に出場するも、一回戦でドス・カラスに敗れ、姿を消した。
1996年3月、金本浩二に敗れ、UWA世界ジュニアライトヘビー級王座から陥落。6月、サスケを下して第28代WWF世界ライトヘビー級王座を獲得する。しかし約二ヶ月後の8月に行われたリターン・マッチに敗れ、王座から陥落した。
1997年6月、BEST OF THE SUPER Jr.IVに出場。決勝戦にて金本を下し、TOP OF THE SUPER Jr.の時代から数えて6回目の挑戦にして悲願の初優勝を遂げる。
この試合でサムライは、金本の雪崩式リバース・フランケンシュタイナーを受け切ったシーンは印象強く、さらに終盤はマスクを剥がされ完全に素顔が露呈している状態だったため、ファンの間で語り草になる決勝戦となった。サムライはマスクを破られたため、試合後の記念撮影にはミル・マスカラスのマスクを被って応じている。なお余談ではあるが、試合を決めた雪崩式リバースDDTから垂直落下式リバースDDT（一度目は失敗）の一連の流れはPS用ソフト闘魂烈伝3にて通常よりも大きなダメージを与えられるクリティカルコンビネーションとして設定されている。さらに、7月にはライガーを下し第4代ジュニア7冠王座を獲得。IWGPジュニアヘビー・UWA世界ジュニアライトヘビー・WWF世界ライトヘビーの三王座は自身二度目の戴冠となるなど飛躍の契機を掴むも、わずか一ヶ月後の8月大谷晋二郎に敗れる形で一度も防衛することなく同王座から陥落となった。90年代後半、新日本プロレスが坂口征二社長体制の第二期ジュニア黄金期と呼ばれる時代になるとペガサス・ブラック・タイガー（2代目）・マレンコらと激闘を繰り広げ、金本・大谷・高岩竜一らトンガリコーンズが台頭して来ると、ライガー・保永昇男（保永引退後はケンドー・カシン）とタッグを組み若手の壁としてジュニア戦線を盛り上げた。この時代は、タッグマッチにおいてサムライが攻撃対象になることが多く、執拗にトンガリコーンズ（主に金本）から攻撃を受けたサムライが激昂し、試合度外視でリング外まで金本を追いかけ回して試合が成立しなくなる異例の事態が勃発している。当時、現場監督であった長州力が練習量の少ないサムライへの示しを含む制裁とはっぱをかける意味で「納(サムライ)を怒らせてみな、面白いから」とけしかけたともされ、事態の収拾に長州の腹心・保永が事情を知ってか知らずか試合中に奔走している。

### 2000年代以降
2001年3月、サムライはライガーをパートナーに金本&田中稔（現：稔）のジュニア・スターズを下し、第6代IWGPジュニアタッグ王座獲得。自身初となるタッグ王座戴冠となった。7月、邪道&外道を相手に防衛線に挑むも、サムライが邪道からクロスフェイス・オブ・JADOでギブアップ負けを喫してしまい、王座から陥落した。しかし、11月には同じくライガーをパートナーにG1ジュニアタッグリーグ戦に出場し、優勝決定戦で同点の邪道&外道と対戦。邪道からCWアームロックでタップを奪い優勝して雪辱を果たす結果となった。
2004年4月、マスクを脱ぎ「松田納復帰戦」として西村修と素顔で対戦するも西村に敗れる。試合後のインタビューでは「やっぱりね、やってて恥ずかしいですね。今ひとつピンと来ないですね。自分としては、もうそんなやるつもりはないですけどね」と発言している。その後エル・サムライに戻している。
2005年2月、サムライは田口隆祐をパートナーに、稔&後藤洋央紀組を下し第16代IWGPジュニアタッグ王座を獲得する。が、7月にまたしても邪道&外道組に敗れ王座から陥落となった。奇しくも同じ月、またしてもクロスフェイス・オブ・JADOの前に敗れ去るという結果に終わった。
2007年9月、膝のケガによる長期欠場を発表した。これまでケガによる欠場はなく、エル・サムライ＝ケガをしない選手という評判だったため珍しい事例を残す。

### 新日本プロレス退団以降
2008年2月、サムライは新日本プロレスを退団しフリーへ転向する。同月、サムライは全日本プロレスに登場し、NOSAWA論外、MAZADAから襲撃を受けていたカズ・ハヤシを救済、3月にはカズをパートナーにジュニアタッグリーグに出場。膝のケガは完治しておらず、ほぼ毎回のようにマスク剥ぎに遭うものの、なんとか決勝まで持ち越し、優勝決定戦で土方隆司&中嶋勝彦組と対戦。準優勝という結果に終わった。6月10日、「武藤祭」へ素顔の松田納として登場する。木戸修、西村とのユニットである「オサム軍団」を結成し、NOSAWA、MAZADA、TAKEMURAの東京愚連隊と対戦。自らNOSAWAを下すとマスクを被り、土方の持つ世界ジュニア王座への挑戦を表明した。6月、リアルジャパンプロレスに登場、グラン浜田と対戦して勝利すると勢いに乗り、表明通り土方へ挑戦するが、敗れて王座戴冠には至らなかった。試合後、GURENTAIが乱入し正規軍ともども混戦する中、ジュニアヘビー級リーグの開催が決定し7月、同大会三回目にして初参戦。結局2勝2敗・勝ち点4という結果に終わった。8月、新日本プロレスの興行でもある「PREMIUM」の第3回大会に登場し、欠場中から数えて約1年1ヶ月ぶりに新日本関連のリングに姿を表した。さらに10月の第4回、12月の第5回にも連続出場。
2009年4月、メビウスに参戦。大原はじめを下し、第3代エル・メホール・デ・マスカラード王座を獲得する。9月にはプロレスリングFREEDOMSに参戦し、GENTAROの持つインディペンデントワールド世界ジュニア王座・VKF KING of WRESTLE NANIWAに挑戦するも、敗れる。
2010年1月、アメトーーク「俺達のゴールデンプロレスオールスター戦」（2010年1月7日放送）において、ザ・コブラ、スーパー・ストロング・マシンに続く悲劇のマスクマン第3弾として紹介され、BEST OF THE SUPER Jr.決勝における二度に渡るマスク剥ぎによる素顔公開、大谷晋二郎からIWGPジュニアタッグベルトを強奪するも当時、現場監督であった長州に怒られてあっさり返してしまうエピソードなどが紹介された。この時、同番組に出演していたくりぃむしちゅーの有田哲平は、上記の長州に怒られて消沈した所でCMに行ったシーンについて「哀愁の漂い方が中間管理職レベル」とコメントしている。以降、ワールドプロレスリングでは哀愁のマスクマンと呼ばれるようになるに至った。リング上では同年5月、金本をパートナーに第一回スーパーJタッグに出場し優勝、同リーグ戦では第25代IWGPジュニアタッグ王者決定戦も兼ねており、同時に戴冠。しかし、7月前王者であった田口&プリンス・デヴィットのApollo 55に敗れ、王座から陥落した。
2011年7月、「流星仮面FIESTA」の「エル・サムライ25周年記念試合」にてNOSAWAを下し、第2代X-LAWインターナショナル王座を獲得する。12月、スポルティーバエンターテイメント主催、「エル・サムライ、負けたらスポルティーバと契約」にて試合を行いクボタブラザーズに敗戦したため、同団体所属となった。以降は名古屋地区を中心に活動も、前述の怪我の影響から試合出場は限定的となる。

## 得意技
1990年代の新日本プロレスジュニア勢に代表される日本式プロレスにルチャリブレのエッセンスを積極的に取り入れたファイトスタイルで打、投、極に加えて飛び技、丸め込み技、ラフファイトまでこなす万能タイプ。受け身の技術、タコと表現される柔軟な身体、妖怪と評されるスタミナを利したプロレス特有の受けの強さも屈指のものを持つ。オールマイティな幅広く懐の深いレスリングが持ち味である。

### 各種DDT
サムライは、七色のDDTと形容される豊富なバリエーションを持つ。比喩表現では無く、実際に下記7種のDDTを使用している。
DDT
フォーム的にはジャンピング式に近い。
当初から繋ぎ技の扱いだが、使用し出したのは下記リバースDDTよりも早い。
リバースDDT
サムライの代名詞とも言える技。田中ケロは「元祖はサムライ、本家はスティング」と表現した。
初期型ではDDTのステップを踏みつつ跳躍して仕掛けていたが、徐々にそのまま後方に倒れ込む形に変化。完成型では、自身が尻餅をつくように仕掛けている。
当初はサムライのフィニッシュ・ホールドとして用いられていたが、バックの取り合いからやブレーンバスター系の技を仕掛けてきた相手に半身を返して着地し仕掛けるなどチェンジ・オブ・ペースとしての使用が主となっている。
垂直落下式リバースDDT
自身が開発したリバースDDTのバリエーションの一つで、フィニッシュ・ホールドの一つ。
垂直落下式リバース・ブレーンバスターと見た目が酷似しており、かつては混同されることも多かった。
同時期に新日ジュニアで活躍したライガーが一時期セカンドロープから放つものをフィニッシュに用いたが、サムライが使用し出したのはその後である。
雪崩式DDT
トップロープから放つタイプで、使用されることは少なくフィニッシュに用いたこともない。
こちらもライガーがセカンドロープから放つものを一時期フィニッシュに用いたが、サムライは後発である。
雪崩式リバースDDT
自身が開発したリバースDDTのバリエーションの一つで、フィニッシュ・ホールドの一つ。
ビッグマッチや大一番でしか繰り出さず、仕掛けた直後にフォールに入るもののニアロープのため、ロープブレイクで逃げられることが多い。
スイングDDT
使用頻度は比較的高いが、途中で対戦相手に投げ飛ばされることもしばしばだった。
同じくDDT系統の技を得意とするスペル・デルフィンが開発したバリエーションで、同時期に新日ジュニアで活躍したブラック・タイガー（2代目）の得意技でもあったが、サムライの場合はフィニッシュに用いることはなかった。
リバーススイングDDT
スイングDDTに得意技を合わせて開発したサムライのフィニッシュ・ホールドの一つ。
こちらも滅多に見せないが、雪崩式デスバレーボムを狙った高岩相手にトップロープ上から繰り出したこともある。

### その他
チキンウィング・アームロック（サムライ・ロック）
かつては奥の手的な技であったが、新日在籍後期頃からフィニッシュ・ホールドとして多用するようになった。
サムライの場合、腕取りフォールからの連携で見せたり、ヘッドシザーズと併用して使用する事もある。
サムライ・クラッチ
キド・クラッチと同型。晩年に使用し出した技で当初はキド・クラッチとして使用。
フィニッシュに用いられることも多くなっている。
サムライボム
カナディアン・バックブリーカーの体勢から仕掛ける両膝着式ジャンピング・パワーボム。
サムライ・スペシャルの名称で呼ばれていたこともあり、投げ捨て式はサムライボム・ホイップと呼ばれる。
大抵は投げ捨て式で片エビ固めかエビ固めでフォールすることがある。
最近では筋力の衰えもあり、持ち上げ切れずに崩れてしまう場合が多い。
グラウンド卍固め
河津落としから素早く連携して、この技に繋げる。
同時期に活躍した新日ジュニア勢の中では随一の使い手で、永らく愛用している。
ラ・マヒストラル
同時期に活躍した新日ジュニア勢で大流行した技の一つ。
サムライは特に形が崩れることが頻繁で、正規の入り方ではない仕掛け方がよく見られた。
ウラカン・ラナ
こちらも新日ジュニア時代に流行り技となった一つで、同時期に活躍した選手と同じく使用。
こちらもフォームが独特で田中ケロいわく「肩ピョン」（仕掛けるさい、走りこんで相手の肩に飛び乗るさまが特徴的なため）。また、「高速ラナ」とも名付けられた（勢いよくしかけるも長身のせいか高速で頭をマットに打ち付ける仕草が見られたため）。
パワーボムで叩きつけられるなど切り返されることが非常に多い。
ダイビング・ヘッドバット
一試合に一度は繰り出す定番技で、ボディ・プレス系のダイビング攻撃を使用しないサムライは、ダウンしている相手へのリング内への飛び技はこれ一本である。
かわされることも非常に多く、一気に劣勢に陥ることも少なくない。
トペ・スイシーダ
全盛期はその勢いの凄まじさから大気圏突入トペの異名を取った。
タッグパートナーにロープへ振らせて、振り返し、さらに振り返させて勢いをつけるバリエーションも存在する。
トペ・コン・ヒーロ
トップロープを掴んだまま回転して仕掛ける独特の形を見せるため、サムライ・コンヒーロとも呼ばれた。
かつてはトペ・スイシーダと併用していたが、平成後期以降は使用頻度が少ない。
ドロップキック / ミサイルキック
一貫して正面飛び式を使用。かつてはタッグ戦においてパートナーとともにミサイルキックで対戦相手を挟み撃ちする光景もよく見られた。
ダイビング・ヘッドバット同様、かわされることも非常に多い。
ラリアット
左腕で浴びせ倒すように仕掛ける。串刺し式も使用。串刺し式〜スイングDDTの連携も見せる。
ジュニア選手の中では体格が大きいため、（受け方にもよるが）相手が一回転することもある。
ショルダー・ネックブリーカー
フィニッシュへの布石、試合中盤の繋ぎ技、痛め技としてよく使用される。
リバースDDT同様、執拗に起き上がってくる選手に対して連続で使用する光景もたびたび見られる。
ツームストーン・パイルドライバー
胴をクラッチして反転させ、軽く跳躍ないし両膝をつく様に仕掛ける新日ジュニア勢に多いフォームで使用。
新日ジュニア勢が飛び技を仕掛ける準備段階で使用するパターンが多く、サムライもダイビング・ヘッドバット前に使用することが多い。
肩車式フェイス・バスター
時折使用する技で、肩車で相手を担ぎ上げておいて前のめりに倒れ込む。
メキシコでは比較的ポピュラーな型のフェイスバスターである。
エルボー
サムライ前期時代に多用。叩き付ける速度や角度など、クローズアップされることは少ないが隠れた名手である。
ジャンピング・エルボーや串刺し式も使用していたが、ラリアットに取って変わられたのかあまり目立った使い方はしなくなった。
顔面蹴り
こちらもあまりクローズアップされることは少ないがかねてより使用している。
主にうつ伏せにダウンした相手の顔面をつま先で執拗に蹴り上げるもので、喧嘩試合のような場合に用いられる。
リバース・ブレーンバスター
過去にサムライが得意としていた技。垂直落下式も使用。
後に垂直落下式ともども、リバースDDTへと改良し使用しなくなった。
カベルナリア
チン・ロックてはなくドラゴン・スリーパーの形で極める変形カベルナリアも使用。
サムライ・クラッチII
トケ・エスパルダスと同型。変形のスモール・パッケージ・ホールド。
メキシコでは比較的ポピュラーな丸め込み技で、トケ・エスパルダスとは丸め込み技全体を指す言葉でもある。
各種回転エビ固め
高角度前方回転エビ固めや後方回転エビ固めなど。
リバース・ブレーンバスター、リバースDDTを開発以前には、様々な体勢から一瞬の隙をついての丸め込みを得意としていた。
闘魂Vの解説で度々、田中ケロから「ウエイト（トレーニング）はせずに、走り込みや丸め込み（技）の練習ばかりしている」とネタにされている。

## 入場テーマ曲
- 初代 : THE UNFORGIVEN（Robert Tepper）
- 2代目 : TERRIBLE GIFT

## タイトル歴
新日本プロレス
- 第19、30代IWGPジュニアヘビー級王座
- 第6、16、25代IWGPジュニアタッグ王座（パートナーは獣神サンダー・ライガー→田口隆祐→金本浩二）
- BEST OF THE SUPER Jr.優勝（1997年）
- G1 CLIMAX ジュニアヘビー級タッグリーグ戦優勝（2001年）（パートナーは獣神サンダー・ライガー）
- スーパーJタッグ1st STAGE優勝（2010年）（パートナーは金本浩二）

UWA
- 第23代UWA世界ミドル級王座

SPWF
- ジュニアヘビーバトルトーナメント優勝

WWF
- 第27、31代WWFライトヘビー級王座

WWA
- 第7、11代WWA世界ジュニアライトヘビー級王座

WAR
- 第3代インターナショナルジュニアヘビー級タッグ王座（パートナーは獣神サンダー・ライガー）

MOBIUS
- 第3代EL Mejor de Mascarad王座

プロレスリング華☆激
- 第13代博多ライトヘビー級王座

X-LAW
- 第2代X-LAWインターナショナル王座

以下は第2代ジュニア7冠王座として戴冠。
- 第30代IWGPジュニアヘビー級王座
- 第87代NWA世界ジュニアヘビー級王座
- 第40代NWA世界ウェルター級王座
- 第31代WWFライトヘビー級王座
- 第32代UWA世界ジュニアライトヘビー級王座
- 第11代WWA世界ジュニアライトヘビー級王座
- 第11代英連邦ジュニアヘビー級王座

## 人物
- 怪我による欠場がほとんどなく、BEST OF THE SUPER Jr.には第1回から退団前年の2007年まで全出場している。
- 1日に3試合を行ったこともある。
- 新日本プロレスで活動していたジュニア選手の中では長身のため「ジュニアの巨人」と表現されたり[1]、飯塚高史・野上彰の3人で「新世代闘魂トリオ」と売り出された時期もあった。
- 後にタレントとなる三又又三（1学年下）が近所に住んでいて、子供の頃はよく遊んでいたという。
- タバコ・ギャンブル好きでも有名である。プロレス雑誌の企画では誕生日に蝋燭ではなくタバコが刺されたケーキを貰ったことがある。更にそのタバコを美味しそうに吸っている写真が掲載されていた[2]。
- 競馬ファンで、専門誌『ケイバブック』を愛読している。
- 新日本の単発興行シリーズ「WRESTLE LAND」第1回では「江戸侍」というリングネームで試合を行った[3]。
- 自他共に認める練習嫌いであり、試合前もこれといった練習は行っていない。特に器具やトレーニングマシンを用いた練習を嫌っている。それは体格やそれに応じたコスチュームにも見て取れる。練習量の豊富さで知られる新日では異例であり「練習よりタバコを吸っている時間の方が長い」というのが同僚レスラーの評であった。特に練習量の少ない選手を重用しない方針で知られる長州力や獣神サンダー・ライガーが現場監督を担っていた時代に（選手層の状況いかんや、扱いは良いとは言い難くとも）、苦言を呈されながらも試合に起用され続けたのは異例中の異例といえる。ただし走り込みやストレッチ・自重トレーニングは行っており、結果的に豊富なスタミナや怪我をしにくい柔軟な身体を手に入れている。自身の役割や立ち位置の見定めの心得がある人物で、文句を言わない（または言えない）性格が幸いしたのも熾烈を極めた当時の新日で生き残れた要因だろうとライガーは分析している。

## ラジオ出演
- 真夜中のハーリー&レイス（ラジオ日本）